# Cantonul Bort-les-Orgues
Cantonul Bort-les-Orgues este un canton din arondismentul Ussel, departamentul Corrèze, regiunea Limousin, Franța.

## Comune
- Bort-les-Orgues (reședință)
- Confolent-Port-Dieu
- Margerides
- Monestier-Port-Dieu
- Saint-Bonnet-près-Bort
- Saint-Julien-près-Bort
- Saint-Victour
- Sarroux
- Thalamy
- Veyrières